# Så skimrande var aldrig havet
För andra betydelser, se Så skimrande var aldrig havet (olika betydelser).
Så skimrande var aldrig havet är en visa av Evert Taube publicerad först som ett fristående poem i boken Svärmerier och sedan 1948 i Ballader i det blå med den romansmelodi som gjort sången till en klassiker i den svenska visrepertoaren.
Sången består av endast en mening som beskriver minnet av en solnedgång en sommarafton. En viss höjdpunkt finns vid uttrycket "…aldrig så…" som upprepas tre gånger, "aldrig så befriande", "aldrig så vackra", "aldrig så ljuvligt doftande" och kulmen nås vid minnet av de älskandes allra första kyss.

En inspelning med Evert Taube själv finns från 1977 på LP:n Minnet och tystnaden I ett brev till sin son Sven-Bertil i januari 1969 skriver Taube efter att ha sett ett tv-program där far och son medverkade tillsammans: 
"Du har aldrig gjort mig lyckligare och hela svenska folket har glatt sig åt att få se oss båda tillsammans. Om du visste hur stolt jag är! […] När jag hörde Dig framföra 'Så skimrande var aldrig havet' kunde jag inte undgå att få en tår i ögat, ty där satt jag och hörde min älskade son framföra en sång som kommer så djupt ur mitt hjärta och om detta förunnats en, ja då har man inte levat förgäves även om livet kan vara besvärligt ibland, tvärtom, då skall man vara nöjd och glad och tacksam och stolt."
Många artister har spelat in Så skimrande var aldrig havet, bland andra William Clauson (1964), Ingvar Wixell (1965), Sven-Bertil Taube (1967), Lill Lindfors (1967), Merit Hemmingson (1968), Olle Adolphson (1976), Anita Lindblom (1977), Janne Schaffer (1982), Erland Hagegård (1986), Marie Fredriksson (1990), Göran Fristorp (1990), Evert Ljusberg (1990) (på jämtska: "Sô blank va alder halvfarloken"), Elisabeth Andreassen (1992), The Real Group (1993), Katia Cardenal (2001) (på spanska: "La mar jamás dio tanto brillo"), Arja Saijonmaa (2003), Christer Sjögren (2003), Stefan Sundström (2003), Örebro Kammarkör (2004), Linköpings Studentsångare och den akademiska damkören Linnea (2004) och Sundsvalls kammarkör (2008).